# D'une main de fer (série télévisée)
 (octobre 2024).
La mise en forme du texte ne suit pas les recommandations de Wikipédia : il faut le « wikifier ».
Les points d'amélioration suivants sont les cas les plus fréquents :
- Les titres sont pré-formatés par le logiciel. Ils ne sont ni en capitales, ni en gras.
- Le texte ne doit pas être écrit en capitales (les noms de famille non plus), ni en gras, ni en italique, ni en « petit »…
- Le gras n'est utilisé que pour surligner le titre de l'article dans l'introduction, une seule fois.
- L'italique est rarement utilisé : mots en langue étrangère, titres d'œuvres, noms de bateaux, etc.
- Les citations ne sont pas en italique mais en corps de texte normal. Elles sont entourées par des guillemets français : « et ».
- Les listes à puces sont à éviter, des paragraphes rédigés étant largement préférés. Les tableaux sont à réserver à la présentation de données structurées (résultats, etc.).
- Les appels de note de bas de page (petits chiffres en exposant, introduits par l'outil «  Source ») sont à placer entre la fin de phrase et le point final[comme ça].
- Les liens internes (vers d'autres articles de Wikipédia) sont à choisir avec parcimonie. Créez des liens vers des articles approfondissant le sujet. Les termes génériques sans rapport avec le sujet sont à éviter, ainsi que les répétitions de liens vers un même terme.
- Les liens externes sont à placer uniquement dans une section « Liens externes », à la fin de l'article. Ces liens sont à choisir avec parcimonie suivant les règles définies. Si un lien sert de source à l'article, son insertion dans le texte est à faire par les notes de bas de page.
- La présentation des références doit suivre les conventions bibliographiques. Il est recommandé d'utiliser les modèles {{Ouvrage}}, {{Chapitre}}, {{Article}}, {{Lien web}} et/ou {{Bibliographie}}. Le mode d'édition visuel peut mettre en forme automatiquement les références.
- Insérer une infobox (cadre d'informations à droite) n'est pas obligatoire pour parachever la mise en page.

Pour une aide détaillée, merci de consulter Aide:Wikification.
Si vous pensez que ces points ont été résolus, vous pouvez retirer ce bandeau et améliorer la mise en forme d'un autre article.
D'une main de fer (Mano de hierro ) est une série télévisée espagnole de thriller policier et de drame créée et réalisée par Lluís Quílez pour Netflix . Il est produit par Mediapro Studio et met en vedette Eduard Fernández , Jaime Lorente , Chino Darín , Natalia de Molina , Sergi López et Enric Auquer . Il a été créé sur Netflix le 15 mars 2024.

## Synopsis
Joaquin Manchado, propriétaire du principal terminal portuaire, ne le sait que trop bien. Toute personne souhaitant importer des marchandises illégales compte sur son soutien et sur la coopération du réseau criminel environnant. Cependant, un accident inattendu et la disparition d'une importante cargaison de cocaïne deviennent le catalyseur d'une bataille brutale impliquant meurtre et vengeance.

## Distribution

### Personnages principaux
- Eduard Fernández (VF : Gérard Darier) : Joaquín Manchado
  - ? (VF : Gauthier Battoue) : Joaquín Manchado (jeune)
- Jaime Lorente (VF : Donald Reignoux) : Néstor
- Chino Darín (VF : Marc Arnaud) : Víctor Julve
- Natalia de Molina (VF : Camille Gondard) : Rocío Manchado
  - ? (VF : Zina Khakoulia) : Rocío Manchado (jeune)
- Sergi López (VF : Loïc Houdré) : Román Manchado
  - ? (VF : Alexandre Nguyen) : Román Manchado (jeune)
- Enric Auquer (VF : Jim Redler) : Ricardo Manchado

### Personnages secondaires
- Daniel Grao (VF : Olivier Chauvel) : Borrás
- Daniel Holguín (VF : Pierre Tessier) : El Flaco
- Raúl Briones (VF : Damien Ferrette) : Ariel Ramírez-Pereira
- Salva Reina (VF : Benoît du Pac) : Miki
- Gianni Fruttero (VF : Laëtitia Lefèbvre) : Lucía Ramírez-Pereira
- Cosimo Fusco (VF : Constantin Pappas) : Le Français
- Ana Torrent (VF : Ariane Deviègue) : Jueza Herrero
- Melina Matthews : Nuria
- Joel Bosqued : Álex
- Marta Belmonte (VF : Véronique Picciotto) : Cristina
- Roberto Mateos (VF : Franck Capillery) : Rafael Ramírez-Pereira

## Épisodes
1. La Loi du port
2. Longue vie au roi
3. Trône de sang
4. Quitte ou double
5. Œil pour œil, dent pour dent
6. Un mauvais présage
7. À la croisée des chemins
8. Une question de sang

## Production

### Développement
Le 24 novembre 2022, Netflix a annoncé avoir commencé le tournage d'une nouvelle série, D'une main de fer, dans divers endroits de Barcelone, Lérida et Gérone. Chino Darín, Jaime Lorente, Natalia de Molina, Sergi López, Enric Auquer, Eduard Fernández, Melina Matthews, Roberto Mateos et Óscar Foronda ont été confirmés comme acteurs principaux. Leurs personnages ont été décrits lors de la promotion de la série en mars 2024. 
Communication
Le 15 février 2024, Netflix a dévoilé les premières images de la série et a programmé sa première pour le 15 mars 2024.

## Réception
D'une main de fer a reçu des critiques généralement positives. Adrián Ruiz de Ver Tele! a déclaré à propos de la distribution  que « la présence de plus d'actrices lui manque mais elle maintient la fiction à un bon niveau d'interprétation » et a souligné en particulier qu'Eduard Fernández « excelle dans l'interprétation, dessinant [...] un méchant mémorable dans la fiction espagnole », en plus d'écrire sur le scénario que « Lluís Quílez répète [...] la formule à succès qu'il a déjà utilisée dans Bajocero [...] le cinéaste crée des poudrières qui, avec une grande gestion du rythme, vous laissent collé à l'écran », concluant qu'« se présente comme un bon thriller, [du moins] s'il parvient à maintenir ce suspense dans les six autres épisodes qui composent la série. »
Enric Albero de Serielizados a écrit qu'« au début, les intrigues [...] semblent plus solides que celles de Bajocero » et que « la longueur du feuilleton permet aux scénaristes d'aller au-delà de la construction d'une trame plus ou moins addictive », même s'il a regretté que « le volet visuel souffre lorsque l'action s'emballe », concluant que « la meilleure chose que l'on puisse dire à propos D'une main de fer est que les deux premiers épisodes invitent à suivre le reste [... ] même s'il est trop tôt pour juger l'ensemble satisfaisant. »
Lionel Marrero de Soydecine a attribué à la série trois étoiles sur cinq, la décrivant comme « un thriller sobre qui ne veut pas détourner notre attention avec des fioritures [et] consacre ses ressources à raconter une bonne histoire à travers une série de personnages intéressants », « répond à la demande de nombreux utilisateurs de profiter d'un thriller qui respire la maturité avec un casting très marquant », tout en critiquant « certaines scènes dans lesquelles le dialogue des personnages semble forcé ou contre nature ».